# سید محمد حائری
سیدمحمدحائری
سید محمد حائری فرزند مرحوم آیت الله سید قاسم حائری و نماینده پیشین مردم شهرهای مهران و دهلران دره‌شهر و آبدانان در سومین مجلس شورای اسلامی ایران است. او عضو شورای مرکزی و مسئول دفتر حقوقی حزب اعتماد ملی است.
فرزند او سعید حائری از اعضای کانون گزارشگران حقوق بشر است.
احمدرضا حائری فرزند دیگر ایشان از فعالان شناخته شده حقوق بشر می‌باشند.